# Torino Channel
Torino Channel è un servizio di streaming gratuito di proprietà della squadra di calcio italiana del Torino Football Club.
Fino al 1º luglio 2021 è stato un canale televisivo tematico a pagamento della piattaforma Sky Italia.
È il settimo canale tematico italiano interamente dedicato ad una squadra di calcio, dopo Milan TV, Inter TV, Roma TV, Juventus TV, Udinese TV e Lazio Style Channel.
Trasmette interviste esclusive degli allenatori e dei giocatori del Torino Football Club, tutte le partite in differita, tutti gli allenamenti dal Filadelfia e le news.

## Storia
Torino Channel nasce il 2 febbraio 2017 al numero 234 della piattaforma televisiva a pagamento Sky Italia, ed era visibile a tutti gli abbonati con il pacchetto Sky TV.
Il 1º luglio 2017 diventa una Option della piattaforma Sky, pertanto per vedere il canale era necessario pagare un importo aggiuntivo sul prezzo dell'abbonamento alla pay TV.
Il 1º luglio 2021 termina le trasmissioni su Sky, in vista della sua futura trasformazione in piattaforma web.
Il 22 luglio 2021 rinasce come piattaforma web gratuita.

## Redazione
- Ilenia Arnolfo
- Barbara Pedrotti
- Manolo Chirico
- Eugenio Bertone
- Stefano Ferrero
- Federica Frola
- Marco Ghironi

## Programmi
- Toro Live, in onda dal lunedì al venerdì alle 10:30 e alle 13:30;
- Toro Live La Giornata, in onda dal lunedì al venerdì dalle 16:30 alle 18:00.